# Marky Ramone
Marc Steven Bell (New York, 15 juli 1956), beter bekend als Marky Ramone, is een Amerikaanse drummer en  was de drummer van de punkgroep The Ramones.
In de jaren 1970 speelde hij op de eerste twee albums van Richard Hell. Hij werd in 1978 bij The Ramones gehaald nadat Tommy Ramone de band had verlaten kort na het uitbrengen van het album "Rocket to Russia". In 1982 werd hij vanwege aanhoudend alcoholisme uit de band gezet. Bell werd vervangen door Richie Ramone. Nadat hij de band verliet werd Elvis Ramone (Clem Burke) de drummer. Nadat hij in 1987 ook de band had verlaten, werd Bell teruggevraagd. Hij bleef hierna tot het einde bij de band.
In 2000 speelde hij op Joey Ramones enige soloalbum, Don't Worry About Me. Van 2000 tot 2005 was hij drummer bij The Misfits. Hij ging op tournee met zijn eigen band Marky Ramone & the Speedkings van 2002 tot 2003. In 2004 bracht hij een dvd over The Ramones uit, genaamd Ramones: Raw. Hij heeft nu een nieuwe groep, Marky Ramone and Friends, en speelt ook voor Osaka Popstar.
in 2002 was Marky samen met Johnny Ramone, Dee Dee Ramone en Tommy Ramone aanwezig bij de inhuldiging van de Ramones in de Rock 'n' Roll Hall of Fame.
- Biblioteca Nacional de España: XX5533654
- Bibliothèque nationale de France: cb15020539p (data)
- Gemeinsame Normdatei: 1068494182
- International Standard Name Identifier: 0000 0003 6455 307X
- Library of Congress Control Number: n2004080154
- MusicBrainz: 9fd3870c-30d4-4136-9325-385651f35cb3
- Nationale Bibliotheek van Tsjechië: xx0138525
- Virtual International Authority File: 229048063
- WorldCat: E39PBJjxpCmVYmQRfxVfXtDcyd